# Реалдо Філі
Реалдо Філі (алб. Realdo Fili, нар. 14 травня 1996) — албанський професійний футболіст, півзахисник.

## Життєпис
Реалдо Філі — вихованець албанського клубу «Аполонія» зі свого рідного міста Фієрі. 11 травня 2013 року він дебютував за команду в албанській Суперлізі, вийшовши на заміну наприкінці домашнього поєдинку проти «Фламуртарі». Це сталося в останньому турі чемпіонату, в якому «Аполонія» була головним аутсайдером. Сезон 2014/15 став першим повноцінним у кар'єрі Філі, який грав за «Аполонію», що повернулася до Суперліги. 28 лютого 2015 року він забив свій перший гол на найвищому рівні, відкривши рахунок у домашньому поєдинку проти «Кукесі». 5 м'ячів Філі у чемпіонаті не врятували «Аполонію» від чергового вильоту, і першу половину сезону 2015/16 він провів у албанському Першому дивізіоні. У лютому 2016 року Філі перейшов до «Партизану». 13 липня 2016 року він відкрив рахунок у домашньому поєдинку проти угорського «Ференцвароша», який проходив у рамках кваліфікації Ліги чемпіонів УЄФА 2016/17.
У серпні 2022 року Філі став гравцем одеського «Чорноморця». 29 листопада 2022 року ЗМІ повідомили що гравець залишив одеський клуб.